# ヘヴィメタル・アーティストの一覧
ヘヴィメタル・アーティストの一覧（ヘヴィメタル・アーティストのいちらん）は、ヘヴィメタル・バンドと、主にソロ名義で活動しているヘヴィメタル・ミュージシャンの一覧（五十音順）。
| 目次 | 目次 | 目次 | 目次 | 目次 | 目次 | 目次 | 目次 | 目次 | 目次 | 目次 |
| ---- | ---- | ---- | ---- | ---- | ---- | ---- | ---- | ---- | ---- | ---- |
| わ   | ら   | や   | ま   | は   |      | な   | た   | さ   | か   | あ   |
|      | り   |      | み   | ひ   |      | に   | ち   | し   | き   | い   |
| を   | る   | ゆ   | む   | ふ   |      | ぬ   | つ   | す   | く   | う   |
|      | れ   |      | め   | へ   |      | ね   | て   | せ   | け   | え   |
| ん   | ろ   | よ   | も   | ほ   |      | の   | と   | そ   | こ   | お   |

|  | あ行 あ アーチ・エネミー (Arch Enemy) アーク・ストーム (Ark Storm) アーケイナム (Arckanum) アースシェイカー ( EARTHSHAKER ) アーテンション (Artension) アーマード・セイント (Armored Saint) アイアン・セイヴィアー (Iron Savior) アイアン・メイデン (Iron Maiden) アイオン ( AION ) アイコン (Icon) アイ・ラヴ・ユー (I Love You) アヴァター (Avatar) アヴェンジド・セヴンフォールド (Avenged Sevenfold) アウトレイジ ( OUTRAGE ) アガロク (Agalloch) アクション (Action) アクセプト (Accept) アクセル・ルディ・ペル (Axel Rudi Pell) アズ・アイ・レイ・ダイング (As I Lay Dying) アズリエル ( AZRAEL ) アット・ヴァンス (At Vance) アット・ザ・ゲイツ (At The Gates) アトミック・トルネード ( ATOMIC TORNADO ) アトレイユ (Atreyu) アドレナリン・モブ (Adrenaline Mob) アナイアレイター (Annihilator) アナル・カント (Anal Cunt) アナール・ナスラック (Anaal Nathrakh) アニメタル (Animetal) アノレクシア・ネルヴォサ (Anorexia Nervosa) アビゲイル (Abigail) アビゲイル・ウィリアムズ (Abigail Williams) アフェイジア ( Aphasia ) アブサード (Absurd) アブスー (Absu) アフター・フォーエヴァー (After Forever) アポカリプティカ (Apocalyptica) アポロ・パパサナシオ アメリカン・ヘッド・チャージ (American Head Charge) アモラル (Amoral) アモルフィス (Amorphis) アモン・アマース (Amon Amarth) アライズ (Arise) アリス・イン・チェインズ (Alice In Chains) アリス・クーパー (Alice Cooper) アルガザンス (Alghazanth) アルカトラス (Alcatrazz) アルセスト (Alcest) アルター・ブリッジ (Alter Bridge) アルハンブラ ( ALHAMBRA ) アル・ピトレリ アルマゲドン (Armageddon) アレキシ・ライホ アンアース (Unearth) アンヴィル (Anvil) アングラ (Angra) アンスラックス (Anthrax) アンダース・ヨハンソン アンダースレット (Under Threat) アンセム ( ANTHEM ) アンダース・ビョーラー アンダース・フリーデン アンドリューW.K. (Andrew W.K.) アンムーアド (Unmoored) い イーヴル・マスカレード (Evil Masquerade) E・Z・O (→ FLATBACKER ) イイルクーン (Yyrkoon) イェンス・ヨハンソン イモータル (Immortal) イモータル・ソウルズ (Immortal Souls) イモレイション (Immolation) イルナス (Illnath) イン・ヴェイン (In Vain) インキャパシティ (Incapacity) イングヴェイ・マルムスティーン (Yngwie J. Malmsteen) インソムニウム (Insomnium) イン・ディス・モーメント (In This Moment) イントゥ・エタニティー (Into Eternity) インピオス (Impious) イン・フレイムス (In Flames) インペイルド・ナザリーン (Impaled Nazarene) インペリテリ (Impellitteri) う ヴァーテイン (Watain) ヴァイタル・リメインズ (Vital Remains) ヴァイパー (Viper) ヴァウ・ワウ ( VOW WOW ) ヴァンデンバーグ (Vandenberg) ヴァンピリア ( Vampillia ) ウィグ・ワム (Wig Wam) ヴィクセン (Vixen) ウィザード (Wizard) ウィザリング・サーフェイス (Withering Surface) ヴィシャス・ルーマーズ (Vicious Rumors) ヴィジョン・ディヴァイン （Vision Divine） ウィズイン・テンプテーション (Within Temptation) ウィッチリー (Witchery) ヴィニー・ポール ヴィニー・ムーア ヴィレ・フリマン ウィンガー (Winger) ヴィンス・ニール ウィンターサン (Wintersun) ヴェイダー (Vader) ヴェサ・ランタ ヴェノム (Venom) ヴェルヴェット・リヴォルヴァー (Velvet Revolver) ヴォイヴォド (Voivod) ウォーメン (Warmen) ウリ・ジョン・ロート ウルヴズ・イン・ザ・スローン・ルーム (Wolves in the Throne Room) ウルフマザー (Wolfmother) え エアボーン (Airbourne) エアロスミス (Aerosmith) エイミー・リー エイリアン (Alien) エヴァネッセンス (Evanescence) エヴァーグレイ (Evergrey) AC/DC エクストリーム (Extreme) エグズメーション (Exhumation) エクソダス (Exodus) エクトモーフ (Ektomorf) エサ・ホロパイネン S.O.B エターナル・ティアーズ・オブ・ソロウ (Eternal Tears of Sorrow) X JAPAN XYZ X.Y.Z.→A エッジ・オブ・サニティ (Edge of Sanity) エデンブリッジ (Edenbridge) エドガイ (Edguy) エピカ (Epica) エボニー・ティアーズ (Ebony Tears) エリア51 ( AREA51 ) エリス (Elis) エリック・マーティン L.A.ガンズ (L.A.Guns) エルヴェイティ (Eluveitie) Electric Eel Shock エレクトリック・エンジェルス (Electric Angels) エレクトリック・ボーイズ (Electric Boys) エレジー (Elegy) エンゲル (Engel) エンジェル・ウィッチ (Angel Witch) エンシフェルム (Ensiferum) エンシェント・ミス ( ANCIENT MYTH ) エンスレイヴメント・オヴ・ビューティー (Enslavement of Beauty) エントゥームド (Entombed) エントワイン (Entwine) エンフォーサー (Enforcer) エンペラー (Emperor) お オーヴァーキル (Overkill) オーテップ (Otep) オーペス (Opeth) オール・ザット・リメインズ (All That Remains) ジ・オールマイティー (The Almighty) オジー・オズボーン (Ozzy Osbourne) オビチュアリー (Obituary) オブスキュラ (Obscura) オムニアム・ギャザラム (Omnium Gatherum) オリ・ヘルマン オロフ・モルク オンスロート (Onslaught) 陰陽座 (Onmyo-Za, Onmyouza) か行 か カーカス (Carcass) カーク・ハメット ガーゴイル ( Gargoyle ) ガーデニアン (Gardenian) カーナル・フォージ (Carnal Forge) カーネイジ (Carnage) カール・ローガン カイ・ハフト カイ・ハンセン カコフォニー (Cacophony) ガスタンク ( Gastunk ) カダヴァー (Cadaver) カダヴァー・インク (Cadaver Inc.) カタメニア (Catamenia) カテドラル (Cathedral) ガルネリウス ( Galneryus ) カルマ (Kalmah) カレニッシュ・サークル (Callenish Circle) カロン (Charon) ガンズ・アンド・ローゼズ (Guns N' Roses) カンタ ( CANTA ) カンニバル・コープス (Cannibal Corpse) カンパニー・オブ・ウルヴズ (Company of Wolves) ガンマ・レイ (Gamma Ray) き キープ・オヴ・カレシン (Keep of Kalessin) キール (Keel) 菊地最愛 キサンドリア (Xandria) キッス (Kiss) ザ・ギャザリング (The Gathering) キャッツ・イン・ブーツ (Cats in Boots) キャメロット (Kamelot) ギャラクティック・カウボーイズ (Galactic Cowboys) キャンドルマス (Candlemass) キュー・ファイブ (Q5) ギラン (Gillan) キルスウィッチ・エンゲイジ (Killswitch Engage) キング・コブラ (King Kobra) キング・コング (King Kong) キング・ダイアモンド (King Diamond) キングダム・カム (Kingdom Come) く クイーンズライチ (Queensrÿche) クラウス・マイネ クラウド・ナイン ( Cloud Nine ) クランデスティン・ブレイズ (Clandestine Blaze) クリーター (Kreator) クリスティアン・ランタ クリス・フェーン クリス・ブロデリック クリプテリア (Krypteria) クリプトプシー (Cryptopsy) クリフ・バートン クリムゾン・グローリー (Crimson Glory) グレイヴ (Grave) グレイヴランド (Graveland) グレイト・ホワイト (Great White) クレイドル・オブ・フィルス (Cradle Of Filth) グレイヴワーム (Graveworm) グレン・ベントン グレン・ユングストローム クロークス (Krokus) クローミング・ローズ (Chroming Rose) グロリア・モルティ (Gloria Morti) クワイエット・ライオット (Quiet Riot) け ゲイツ・オブ・イシュター (Gates of Ishtar) ゲイリー・ムーア ケリー・サイモンズ・ブラインド・フェイス (Kelly Simonz's Blind Faith) こ 503 bad gateway コールド (Cold) ゴールドブリック (Goldbrick) コーン (Korn) ザ・コヴナント (The Kovenant) コッツ (Kots)] ゴッド・ディスローンド (God Dethroned) コデオン (Codeon) ゴルゴロス (Gorgoroth) コルピクラーニ (Korpiklaani) コロナー (Coroner) コンヴァージ (Converge) コンストラクデッド (Construcdead) コンチェルト・ムーン ( Concerto Moon ) さ行 さ ザ・エリック・ゲイルズ・バンド (The Eric Gales Band) ザ・クラウン (The Crown) ザ・サード・アンド・ザ・モータル (The 3rd And The Mortal) ザ・スコージャー(the scourger) サードムーン (ThirdMoon) サーベル・タイガー ( SABER TIGER ) サーペント ( SERPENT ) サイ ( Sigh ) ザイアフィング (Thyrfing) サイレント・フォース (Silent Force) サヴァタージ (Savatage) サウンドガーデン (Soundgarden) サエコ ( Saeko ) サクソン (Saxon) サシャ・ピート ザシャリー・ヒエタラ ザック・ワイルド サディスト (Sadist) サバトン (Sabaton) サフォケイション (Suffocation) サブラベルズ (Sabbrabells) サブリナ (Sabrina) サミ・ヒンカ サム・トットマン サムソン (SAMSON) サルコファーゴ (Sarcófago) ザ・レヴ し シアター・オブ・トラジディー (Theatre of Tragedy) ジーノ (Zeno) ジーノ・ロート ジェイク・E・リー ジェイソン・ニューステッド ジェイソン・ベッカー シェイド・エンパイア (Shade Empire) ジェイムズ・ヘットフィールド ジェット・ボーイ (Jet Boy) ジェフ・ハンネマン ジェフリア (Giuffria) ジェフ・ルーミス ジェフ・ワトソン (ギタリスト) ジェノサイド ( GENOCIDE nippon ) ジガイ (Jig-Ai) システム・オブ・ア・ダウン (System of a Down) シックス・マジックス (six magics) シナジー (Sinergy) シゲルマツザキ (shigelmatuzaki) ジミー・ベイン シャーマン (Shaaman) ジャイアント (Giant) シャイニング (Shining) シャドウ (Shadow) シャドウ・ギャラリー (Shadow Gallery) シャドウズ・フォール (Shadows Fall) ジャンク・ヤード (Junkyard) ジョージア・ホワイト ジョージ・リンチ ジューダス・イスカリアット (Judas Iscariot) ジューダス・プリースト (Judas Priest) ジョーダン・ルーデス ショーヤ ( SHOW-YA ) ショットガン・メサイア ( Shotgun Messiah ) ジョブ・フォー・ア・カウボーイ (Job For A Cowboy) ジョン・ノーラム ジョン・ノトヴェイト ジョン・ペトルーシ ジョン・マイアング ジョン・ルコンプ シルヴァータイド (Silvertide) シルヴァー・マウンテン (Silver Mountain) シンデレラ （Cinderella) シンフォニア (Symfonia) シンフォニー・エックス (Symphony X) シン・リジィ (Thin Lizzy) す スヴァンテ・ヘンリソン スカーヴ (Scarve) スカー・シンメトリー (Scar Symmetry) スカイファイヤー (Skyfire) スカイラーク (Skylark) スキッド・ロウ (Skid Row) スキンレス (Skinless) スコーピオンズ (Scorpions) スコット・トラヴィス スティーヴン・パーシー スタティック-X (Static-X) スティールウィング (Steelwing) スティールハート (Steelheart) スティール・パンサー (Steel Panther) スティール・ホース (Steel Horse) スティル・リメインズ (Still Remains) ストーリー・オブ・ザ・イヤー (Story Of The Year) ストーン・サワー (Stone Sour) ストーン・フューリー (Stone Fury) ストライパー (Stryper) ストラッピング・ヤング・ラッド (Strapping Young Lad) ストラトヴァリウス (Stratovarius) スピリチュアル・ベガーズ (Spiritual Beggars) スマッシュ・ザ・ブレイン ( SMASH THE BRAIN ) スライ ( SLY ) スリップノット (Slipknot) スレイヤー (Slayer) スローター (Slaughter) スローモーション・アポカリプス (Slowmotion Apocalypse) スローン・オブ・ケイオス (Throne Of Chaos) せ 聖飢魔II (Seikima-II) セックス・マシンガンズ (SEX MACHINEGUNS) セパルトゥラ (Sepultura) セラドール (Cellador) セラフィム (Seraphim) セリオン (Therion) セルティック・フロスト (Celtic Frost) セレモニアル・オース (Ceremonial Oath) センティネクス (Centinex) センテンスト (Sentenced) そ ソイルワーク (Soilwork) ソウルフライ (Soulfly) ソーラー・レイン (soler rein) ソドム (Sodom) ソナタ・アークティカ (Sonata Arctica) ソニック (ChthoniC) ソニック・シンディケイト (Sonic Syndicate) ソリューション .45 (Solution .45) ソルティ・ドッグ (Salty Dog) ソロウ・オブ・トランキュリティ ( SORROW OF TRANQUILITY ) た行 た ダーク・エンジェル (Dark Angel) ダークスローン (Darkthrone) ダーク・トランキュリティ (Dark Tranquillity) ザ・ダークネス (The Darkness) ダーク・フューネラル (Dark Funeral) ダーク・ムーア (Dark Moor) ダーク・ルナシー (Dark Lunacy) ダーケイン (Darkane) ターヤ・トゥルネン ダイアモンド・ヘッド (Diamond Head) タイガース・オブ・パンタン (Tygers Of Pan Tang) タイプ・オー・ネガティヴ (Type O Negative) ダイイング・フィータス (Dying Fetus) ザ・ダスクフォール (The Duskfall) ダットサンズ (The Datsuns) ダニエル・ロステン ダフ・マッケイガン ダブル・ディーラー ( DOUBLE DEALER ) ダム・ヤンキース (Damn Yankees) ダメージプラン (Damageplan) タラス (Talas) ダラス・トーラー＝ウェイド タリスマン (Talisman) タロット (Tarot) ダロン・マラキアン タンク (Tank) ダンジョン (Dungeon) ち チェスター・ベニントン ちびらり (Chibi-Rari) チャイナ (China) チャイルズ・プレイ (Child's Play) チャスティン (Chastain) チルドレン・オブ・ボドム (Children Of Bodom) つ ツォーマス・プランマン ツォーマス・ホロパイネン て ティアマット (Tiamat) ディアライブス (DEARIVETH) ディー・アポカリプティシェン・ライター (Die Apokalyptischen Reiter) ディエズ・イラエ (Dies Irae) ディエスシアー (Diesear) TNT ティー・エム・ジー( TMG ) ディーサイド (Diecide) ディーズ・オブ・フレッシュ (Deeds Of Flesh) ディープ・パープル (Deep Purple) ディヴァウアメント (Devourment) ディヴィニティ(divinity)カナダ デイヴ・マッキントッシュ デイヴ・ムステイン デイヴ・ロンバード ディオ (Dio) ディサルモニア・ムンディ (Disarmonia Mundi) ディスインカーネイト (Disincarnate) ディス・エンディング (This Ending) ディスゴージ (アメリカ) (Disgorge) ディスゴージ (メキシコ) (Disgorge) ディスターブド (Disturbed) ディスパッチド (Dispatched) ディスビリーフ (Disbelief) ディスメンバー (Dismember) ディセクション (Dissection) ディセンディング (Discending) ディム・ボルギル (Dimmu Borgir) ディメンション・ゼロ (Dimension Zero) ティモ・トルキ ディランジッド (Deranged) ディル・アン・グレイ (DIR EN GREY) ティル・リンデマン ディレイン (Delain) デカダンス (Decadence) デグレイデッド (Degradead) デス (Death) デス・エンジェル (Death Angel) デススターズ (Deathstars) デススペル・オメガ (Deathspell Omega) テスタメント (Testament) デスチェイン (Deathchain) デスティニティー (Destinity) デストラクション (Destruction) デストレイジ (Destrage) テスラ (Tesla) デッドアイドスパイダー (Dead Eyed Spider) デッドエンド (Dead End) テッド・ニュージェント デッドロック (Deadlock) デフトーンズ (Deftones) デフレッシュド (Defleshed) デフ・レパード (Def Leppard) デモノイド (Demonoid) デュー・センテッド (Dew-Scented) テラー2000 (Terror 2000) テラ・ローザ (Terra Rosa) デンジャラス・トイズ (Dangerous Toys) と TNT DOIMOI トゥイステッド・シスター (Twisted Sister) ドゥーム (Doom) トゥオモ・ラッシーラ TOKYO YANKEES トゥ／ダイ／フォー (To/Die/For) トゥール (Tool) トーケ トーチベアラー (Torchbearer) ドープ (バンド) ドープ・スターズ・インク トーマス・リンドバーグ 特撮 (バンド) Toshl TOSHI with T-EARTH Toshiya ドス (Dååth) ドッケン (Dokken) ドニー・ヘムズィク トニー・マカパイン (Tony MacAlpine) トミ・ヨーツセン トミー・リー トム・モレロ トライアンフ (バンド) ドライ・キル・ロジック ドラウニング・プール Dragon Guardian ドラゴンフォース (DragonForce) ドラゴンランド (Dragonland) ドラゴンロード (Dragonlord) トラスト・カンパニー トラ・トラ (Tora Tora) トラピーズ (Trapeze) トラプト トラブル (バンド) トリヴィアム (Trivium) ドリーム・イーヴル (Dream Evil) ドリーム・シアター (Dream Theater) トリスタニア トレースドーン (Tracedawn) ドロ・ペッシュ トワイライトニング (Twilightning) トンプソン (バンド) |  | な行 な ナーニア (Narnia) ナイト・イン・ゲイルズ (Night in Gales) ナイトウィッシュ (Nightwish) ナイトフォール (Nightfall) ナイトレイジ (Nightrage) 長井一郎 ナカジマノブ 中島優貴 中村美紀 中元すず香 ナグルファー (Naglfar) ナザム (Nasum) ナパーム・デス (Napalm Death) に 二井原実 ニック・メンザ ニッケルバック (Nickelback) ニトロ (Nitro) ニュークリア・アソルト (Nuclear Assault) ニュークリア・ヴァルデズ (Nuclear Valdez) ニュークリア・ブラスト・オールスターズ (Nuclear Blast Allstars) 人間椅子 ぬ ヌーノ・ベッテンコート ヌーメナ (Noumena) ね ネイルダウン (Naildown) ネヴァー (NeVeR) ネヴァーモア (Nevermore) ネガティヴ (Negative) ネクロフォビック (Necrophobic) の ノーサー (Norther) ノクターナス (Nocturnus) ノクターナル・モルトゥム (Nokturnal Mortum) ノクターナル・ライツ (Nocturnal Rites) ノンイグジスト (Nonexist) ノン・ヒューマン・レヴェル (Non-Human Level) NOV (ボーカリスト) は行 は ハース (Hearse) バーズム (Burzum) ハードコア・スーパースター (Hardcore Superstar) ハードライン (HARDLINE) バーニング・イン・ヘル (Burning In Hell) バーニング・レイン (Burning Rain) ハーマン・リ ハーレム・スキャーレム (Harem Scarem) バイオハザード (Biohazard) ハイドリア ( Hydria ) バイネックス ( BINECKS ) ハイロード (Highlord) バウ・ワウ ( VOW WOW ) ハガネ ( HAGANE ) バケットヘッド バスカヴィル ( Baskerville ) バスタブ・シッター ( Bathtub Shitter ) バソリー (Bathory) PATA はたけ バックヤード・ベイビーズ (Backyard Babies) バッド・ムーン・ライジング (Bad Moon Rising) バッドランズ (Badlands) パトリック・ヤンセン パトリック・ラックマン パパ・ローチ (Papa Roach) 浜田麻里 パラダイス・ロスト (Paradise Lost) ハリケーン (Hurricane) ハリケーン・アリス (Hericane Alice) バルサゴス (Bal-Sagoth) ハルフォード (Halford) ハロウィン (Helloween) パワーウルフ (Powerwolf) バング・タンゴ (Bang Tango) PANTHER (ギタリスト) パンテラ (Pantera) ハンマーフォール (HammerFall) ひ HEATH H.E.A.T ヒード (Heed) 樋口宗孝 栄喜 ピッチシフター (Pitchshifter) Hide ビトウィーン・ザ・ベリード・アンド・ミー (Between the Buried and Me) 人見元基 ビフォア・ザ・ドーン (Before the Dawn) ヒプノス (Hypnos) ヒブリア (Hibria) ヒポクリシー (Hypocrisy) HIM ビューティフル・クリーチャーズ (Beautiful Creatures) 平松俊紀 ビリーヴド (Bereaved) 広瀬さとし 廣瀬洋一 ピンク・クリーム69 (Pink Cream 69) ふ ファイアバード (Firebird) ファイアーハウス (Firehouse) ファイア・フロム・ザ・ゴッズ( Fire from the gods ) ファイヴ・フィンガー・デス・パンチ (Five Finger Death Punch) ファイト (Fight) ファスター・プッシーキャット (Faster Pussycat) フィア・ファクトリー (Fear Factory) フィール・ソー・バッド ( FEEL SO BAD ) フィルター (Filter) フィル・ライノット フィントロール (Finntroll) フェア・ウォーニング (Fair Warning) フェアリーランド (Fairyland) フェイス・ダウン (Face Down) フェイス・ノー・モア (Faith No More) フェイスブレイカー (Facebreaker) フェイツ・ウォーニング (Fates Warning) フェイント・イン・ペイン ( Faint in Pain ) フェスターデイ (Festerday) 44マグナム ( 44MAGNUM ) フォークアース (Folkearth) フォーセイクン (The Forsaken) フォビドゥン (Forbidden) フォローベイン (FollowBane) 藤本泰司 フューネラル・ミスト (Funeral Mist) フューネリス・ノクターナム (Funeris Nocturnum) プライマス (Primus) プライマル・フィア (Primal Fear) ブライトン・ロック (Brighton Rock) ブラインデッド・コロニー (Blinded Colony) ブラインド・ガーディアン (Blind Guardian) ブラスフェミー (Blasphemy) ブラッキー・ローレス ブラックガード (Blackguard) ブラック・サバス (Black Sabbath) ブラック・レーベル・ソサイアティ (Black Label Society) フラットバッカー ( FLATBACKER ) ブラッド・ステイン・チャイルド ( BLOOD STAIN CHILD ) プラネット・エックス (Planet X) フラワー・トラベリン・バンド (Flower Travellin' Band) フリーク・キッチン (Freak Kitchen) ブリザード (Blizard) ブリング・ミー・ザ・ホライズン (Bring Me The Horizon) プリティ・ボーイ・フロイド (Pretty Boy Floyd) プリティ・メイズ (Pretty Maids) ブルータル・トゥルース (Brutal Truth) ブルー・スクリーム (The Blue Scream) ブルー・トレイン （BLUE TRAIN） ブルー・マーダー (Blue Murder) プレイング・マンティス (Praying Mantis) ブレインストーム (Brainstorm) プレシャス (Precious) ブレスド・バイ・ア・ブロークン・ハート (Blessed By A Broken Heart) フレッシュゴッド・アポカリプス (Fleshgod Apocalypse) ブレット・フォー・マイ・ヴァレンタイン (Bullet For My Valentine) ブレット・マイケルズ フレデリク・ルクレール フレドリック・トーデンダル フレドリック・ノルドストローム フロットサム・アンド・ジェットサム (Flotsam and Jetsam) へ ヘイトスフィア (Hatesphere) ヘイトフォーム (Hateform) ヘイトブリード (Hatebreed) ヘイト・プロウ (Hate Plow) ヘイル・オブ・ブレッツ (Hail of Bullets) ペイン・オヴ・サルヴェイション (Pain of Salvation) ペイン・コンフェッサー (Pain Confessor) へヴィー・ボーンズ (heavy bones) ヘヴン・アンド・ヘル (Heaven And Hell) ヘヴンズ・ゲイト (Heavens Gate) ヘヴンリー (Heavenly) ペスティレンス (Pestilence) ヘッド・フォンズ・プレジデント (Head Phones President) ペトリ・リンドロス ベヒーモス (Behemoth) ベヘリット (Beherit) ヘリコン (Helicon) ベリード・ドリームス (Buried Dreams) ペルセフォネ (Persefone) ヘルター・スケルター (Helter Skelter) ヘルトレイン (Helltrain) ベルフェゴール (Belphegor) ヘンカ・ブラックスミス ベン・ムーディー ほ ボーナム (Bonham) ポイズン (Poison) ポイズンブラック (Poisonblack) ホーリー・グレイル (Holy Grail) ホーリー・モーゼス (Holy Moses) ザ・ホーンテッド (The Haunted) ポゼスト (Possessed) ボルト・スロワー (Bolt Thrower) ホワイト・ウィザード (White Wizzard) ホワイトスネイク (Whitesnake) ホワイト・ゾンビ (White Zombie) ホワイトライオン (White Lion) 本城未沙子 ボンファイア (Bonfire) 本間大嗣 ま行 ま マーク・ボールズ マーク・ハドソン マーサナリー (Mercenary) マーシフル・フェイト (Mercyful Fate) マーダック (Marduk) マーティ・フリードマン マーティン・ヘンリクソン マイク・ポートノイ マイク・マティアビッチ マイク・マンジーニ マイグレイン (myGRAIN) マイケル・ローデンバーグ マイケル・ロメオ マイ・ダイイング・ブライド (My Dying Bride) マイプルーフ ( MYPROOF ) マイ・マテリアル・シーズン ( My Material Season ) マカパイン (MacAlpine) MASAKI (ベーシスト) マシーン・ヘッド (Machine Head) マジカ (Magica)) マシュー・キイチ・ヒーフィー マスターズ・ハンマー (Master's Hammer) マスタープラン (Masterplan) マストドン (Mastodon) 瞬火 松川敏也 松澤浩明 マッドヴェイン (Mudvayne) Mana (ミュージシャン) 招鬼 マノウォー (Manowar) マリリン・マンソン (Marilyn Manson) マルヴォレント・クリエイション (Malevolent Creation) マルクス・トイヴォネン マルクス・ヒルヴォネン マルコ・ヒエタラ マルセル・ヤコブ み ミーン・ストリーク (Mean Streak) ミザレーション (Miseration) ミザリー・シグナルズ (Misery Signals) ミサントロプ (Misanthrope) 水野由結 ミック・トムソン ミック・マーズ ミッコ・ハルキン 湊雅史 ミニストリー (Ministry) 宮澤佑門 宮脇“JOE”知史 む 村井研次郎 め メイクアップ ( MAKE-UP ) メイズ・オブ・トーメント (Maze of Torment) メイド・オヴ・ヘイト (Made of Hate) メイヘム (Mayhem) メガデス (Megadeth) メコン・デルタ (Mekong Delta) メルヴィンズ (Melvins) メシュガー (Meshuggah) メタリカ (Metallica) メタリウム (Metalium) も モーターヘッド (Motörhead) モービッド・エンジェル (Morbid Angel) モトリー・クルー (Mötley Crüe) モルス・プリンシピアム・エスト (Mors Principium Est) モンスター・マグネット (Monster Magnet) モントローズ (Montrose) MORRIE 森川之雄 や行 や ヤーニ・ペウフ 矢島舞依 ヤスカ・ラーチカイネン ヤニ・リーマタイネン 山口昌人 山下昌良 山田雅樹 山田信夫 (歌手) 山塚アイ 山本恭司 ヤリ・マーエンパー ヤンネ・トルサ ヤンネ・パルヴィアイネン ゆ ユースクエイク（ YOUTHQUAKE ） U.D.O. UFO ユーライア・ヒープ (Uriah Heep) ユッカ・ネヴァライネン ユナイテッド ( UNITED ) よ ヨーロッパ (Europe) 横関敦 YOSHIKI YOHIO ヨナス・ビョーラー ヨハン・リーヴァ ヨルグ・マイケル 403 ら行 ら ラーズ・ロキット (Laaz Rockit) ライオット (Riot) ライオン (Lion) ライジング・フォース (Rising Force) ライズ・トゥ・リメイン (Rise To Remain) 雷電湯澤 ライド・ザ・スカイ (Ride The Sky) ラウドネス ( LOUDNESS ) ラウリ・ポラー ラウンチー (Raunchy) ラクーナ・コイル (Lacuna Coil) ラスト・オータムズ・ドリーム (Last Autumn's Dream) ラタ・ブランカ (Rata Blanca) ラッシュ (Rush) ラット (Ratt) ラナ・レーン (Lana Lane) ラビリンス (Labyrinth) ラプソディー・オブ・ファイア (Rhapsody Of Fire) ラム・オブ・ゴッド (Lamb of god) ラムシュタイン (Rammstein) ララクライ (Lullacry) ランディ・ローズ ランニング・ワイルド (Running Wild) り リーヴズ・アイズ (Leaves' Eyes) リージョン・オブ・ザ・ダムド (Legion of the Damned) リヴィング・カラー (Living Colour) リザンクシア (Lyzanxia) リタ・フォード リッキー・ロケット リンキン・パーク (Linkin Park) リンプ・ビズキット (Limp Bizkit) リンボニック・アート (Limbonic Art) Li-sa-X Leo Figaro Re-code the Name る ルナティカ (Lunatica) ルーク篁 れ レイヴン (Raven) レイジ (Rage) レイジー (Lazy) レインタイム (Raintime) レインボー (Rainbow) レーサーX (Racer X) LEON (ドラマー) レザーウルフ (Leatherwolf) レッグス・ダイヤモンド (regs diamond) レックス・ブラウン レブ・ビーチ ろ ロイヤル・ハント (Royal Hunt) ロウ・アンド・オーダー (Law and Order) ローディ (Lordi) ロード・トレイシー (Lord Tracy) ローペ・ラトヴァラ ロクサーヌ (Roxanne) ロスト・ホライズン (Lost Horizon) ロック・アップ (Lock Up) ロック・シティ・エンジェルス (Rock City Angels) ロックン・ロルフ ロッティング・クライスト (Rotting Christ) ロバート・トゥルージロ ロブ・ゾンビ (Rob Zombie) ロブ・ロック ROLLY ロルフ・ピルヴ ロン・マクガヴニー わ行 わ WARZY Y&T 若井望 ワザリング・ハイツ (Wuthering Heights) 和嶋慎治 W.A.S.P. ワルタリ (Waltari) |